# 栗巻凌
栗巻 凌（くりまき りょう、2002年2月10日 - ）は、日本の俳優、声優。身長178cm、体重58kg。本名並びに別名義は、大西 凌平である。

## 来歴
- 当初は小説家志望であったが、その後、配信者を経由して、役者となる。
- 幼少期より自己表現が好きであったことに加えて幼少期から青年期に至るまでアニメやドラマに強い興味・関心があり更には、小学校時代に学芸会の演劇発表で初めて教師や同級生などから褒められた・評価された時の感触が忘れられず、演劇の道を志した。
- 元々、プレゼンや発表などいわゆる大掛かりな場での言語表現には自信があったものの大学時代中盤までは、他者との直接的なコミュニケーションに困難を抱えていた。しかし、大学時代の恩師との出会いや芸能活動を経て、今はほとんど克服している。
- 2023年2月より芸能活動を開始する。活動の中心は小劇場の舞台であり、活動開始から2年連続（2023年・2024年）で年間舞台10本に出演するなど精力的に活動している。その一方で、2024年中盤から現在に至るまでは、地上波ドラマや映画、その他自主制作作品に出演するほか、声優やラジオパーソナリティ、イベントMCも務めるなど精力的に活動している。

## 人物
- 自他共に認める変わり者。インドアであるが、芸能活動に関連する行動力はある。ナルシストで、博愛主義者である。
- 趣味は、アニメ鑑賞、ドラマ鑑賞、野球観戦、お笑い鑑賞、人狼ゲーム、SNSの更新、文章執筆である。
- 好きなもの（こと）は、芸能活動、上記の趣味、食べること（ただし野菜は除く）、寝ること、イジられること、子供、自分が好きになった他人そしてその相手と過ごす時間である。

## 出演

### 舞台
※太字はメインキャラクター

#### 2023年
- Mkz square「ひまわり朗読劇Vol.1」（2月4日、阿佐ヶ谷アートスペースプロット） - グリーン・かける・田川A・同級生 役ほか
- Mkz square「ひまわり朗読劇 Vol.2」（5月14日、阿佐ヶ谷アートスペースプロット） - アナウンサー・エリオットの付き人・影山部長 役ほか
- パフォーマンスピエロ×劇団空感演人「童話革命」（5月24日  - 5月29日、両国・エアースタジオ） - 大久保編集長 役
- BOOT Re imagination of B.QUIET「In The Womb2023：あかちゃんといたい」（7月12日 - 7月17日、新宿シアターブラッツ） - 新戸和臣 役
- 劇団空感演人「suki×sukiスナック10」（7月19日 - 7月23日、東日本橋A-Garage） - 智也 役
- TeamRISE「明治少女探偵譚」（10月20日 - 10月22日、中板橋新生館スタジオ） - 二見 役
- 劇団有機座「劇団有機座 オムニバス朗読劇公演」（2023年11月2日、江古田フェアリーテイルズ）
- 七七四「ハーメルンと火刑の魔女」（11月15日 - 11月19日、木星劇場） - アンディ 役
- 劇団空感演人「シン・Pink！」（11月30日 - 12月10日、両国・エアースタジオ） - 石ノ森三郎/マスターサーブ 役
- 七七四「いつでも空は青くて、夕日は橙色に沈んでいく」（12月22日 - 12月24日、木星劇場） - 人間道 役

#### 2024年
- studio applause「ジプシー」（1月30日 - 2月4日、新宿シアターブラッツ） - ウシオ 役
- 劇団コンシール「宮益坂寫眞堂～樋口一葉篇～」（2月22日 - 2月26日、コンシールシアター） - 齋藤緑雨 役
- エンチャントプロモーション「泡沫夢幻」（5月25日 - 5月26日、中板橋新生館スタジオ） - 今川義元 役ほか
- スーパーエキセントリックシアター「SET演技塾公演：富岡レンタル会議室」（7月20日、SETアトリエスタジオ）第一幕 - 坂上 役/第二幕 - 宮本ひろゆき・天野先生 役
- NPO法人声物園「みんなの横浜朗読フェスティバル：やまんばのにしき＆貧乏神」（9月14日、神奈川かなっくホール）やまんばのにしき - やまんば 役/貧乏神 - 家の主人 役
- 劇団空感演人「Bad Luck!!」（9月19日 - 23日、両国・エアースタジオ） - ケルベルス 役
- ハイカード「profile's Mr. Noname03【アッカーヴィル家の負け犬】」（10月24日 - 27日、木星劇場） - ウィリアム.アッカーヴィル 役
- バードランド「BLover Vol.5」（10月31日 - 11月3日、東中野バニラスタジオ） - 徹平 役
- makaniまにまにlani「えほんをえんげきでみてみよう！＆アイデンティティをさがして」（11月27日 - 12月1日、ザムザ阿佐ヶ谷） - たけし・不動産屋・俳優の栗巻凌(本人) 役
- 劇団空感演人「解体OK」（12月24日 - 29日、両国・エアースタジオ） - 中田浩 役

#### 2025年
- 劇団空感演人「雪中の狩人2025」（2月20日 - 24日、両国・エアースタジオ） - 辰野金吾 役
- 劇団空感演人「GO,JET!GO!GO!」（4月23日 - 28日、両国・エアースタジオ） - 大地 役
- 劇団空感演人「ぼくたちの声2025」（5月22日 - 26日、両国・エアースタジオ） - 田中洋介 役
- 劇団空感演人「六畳一間で愛してる」（6月4日 - 9日、両国・エアースタジオ） - A班：和田勝 役 B班：矢崎豊 役
- 演人の夜「もしも生殺与奪の権を私が握ったら」（8月6日 - 10日、王子小劇場） - SOLAR 役
- BOOT Re imagination of B.QUIET「エイリアンと猟銃2025」（8月27日 - 31日、新宿シアターブラッツ） - 柏木みのる 役

### ドラマ

#### 2023年
- 時をかけるな、恋人たち 8話 - 学生 役
- マイセカンドアオハル 7話 - カフェ客 役

#### 2024年
- 笑うマトリョーシカ 1話 - 通行人 役
- 新宿野戦病院 8話 - 東京DMAT隊員 役9話 - 通行人 役
- 西園寺さんは家事をしない 8話 - レスQ社員・もんじゃ焼き屋の客 役
- わたしの宝物 2話 - 三蔵物産社員 役
- ライオンの隠れ家 4話 - ラウンジ客 役 5話 - スター書房社員 役 8話 - 新宿警察署 署員 役
- D&D〜医者と刑事の捜査線〜 7話 - 市役所職員 役
- 民王R 7話 - 助監督 弘前 役
- 筋トレサラリーマン 中山筋太郎 前編 - 鈴木商事社員 役

#### 2025年
- 週末旅の極意second season 1話 - パン屋客 役
- 財閥復讐 2話 - パーティー参加者・レストラン客・ポートタワー見物客・ISEインターファッション イベント参加者 役 6話・9話・10話 - 守衛警官B 役 8話 - 伊勢物産社員 役
- 私の知らない私 1話 - 結婚式参列者 役
- 五十嵐夫妻は偽装他人 2話 - 社員 役
- コールミー・バイ・ノーネーム 3話 - カフェ客 役
- 相続探偵 3話 - 社員 役 8話 - 週刊誌記者C 役
- 歴史探偵「上杉鷹山なせばなる」 - 農民 役
- 熱愛プリンス 5話 - 美鈴学園生徒 役
- 俺の話は長い 2025春SP - ライブ客 役
- いつか、ヒーロー 2話 - クラブ客 役
- イグナイト 2話 - 制服警官 役
- なんで私が神説教 5話 - 名新学園生徒 役
- あなたを奪ったその日から 6話 - 居酒屋客 役
- DOPE 麻薬取締部特捜課 - SIT隊員 役（準レギュラー出演）
- 完全不倫 -隠す美学、暴く覚悟- - 千春らが通う絵画教室のクラスメイト 役（準レギュラー出演）
- 能面検事 1話 - 八木沢孝仁を連行する刑事/八木沢史華の同僚 役
- 大追跡 1話 - ハンバーガーショップの店員 役

### 映画

#### 2025年
- パリピ孔明 - ツインズ姉妹 姉 役
- 君がトクベツ - テレビ局警備員 役

### CM

#### 2025年
- 朝日新聞 - ビデオカメラマン 役

### Webドラマ

#### 2024年
- 殺人OLと僕 1話 - 部長 役
- それ、一万円札ですよ！視覚障害者が1000円札を両替して欲しいと言って来た時、人が応えた優しさの連鎖 - 視覚障害者 役

#### 2025年
- チャイルドゾンビ - こういち 役

### モデル

#### 2024年
- AOKI メンズオーダースーツ WEB広告
- ノストラムジカ - 公式モデル・アンバサダー

### Webアニメ

#### 2023年
- 兇器博物館 - 主人公・青井誠 役

### ゲーム

#### 2024年
- 呪縛 - 主人公・高広覚留 役

### ボイスドラマ

#### 2023年
- ここはシュウマツ放送局（市川うららFM） - 車掌 役
- だってどう見ても幼女にしか見えないじゃないか!（市川うららFM） -  デイモン 役

#### 2024年
- トラベルフォトメモリー - 進藤慶彦 役

### ナレーション

#### 2023年
- イタリアボローニャ国際絵本原画展 告知PV

### ラジオ

#### 2023年
- たかしま麗央のチャレンジ+ （鳥越アズーリFM）

#### 2024年
- 栗巻凌&フランツの夏休みは終わらせない!!（鳥越アズーリFM） - メインパーソナリティ

### イベント・お笑いライブ

#### 2025年
- 元マリオネットブラザーズ井上が4人とユニット漫才する間に大仰天が3ネタ3本するライブ（2月3日、高円寺ジュンジョー）
- お笑い！幕の内弁当（3月26日、ラスタ池袋）

### その他

#### 2024年
- ラリ囃子高子の占ってもいいですか?